# Терещенко Каленик Мефодійович
Терещенко Каленик (Каленій) Мефодійович (11 серпня 1879, с. Попівка, Звенигородський повіт, Київська губернія — 3 червня 1969) — український скульптор Автор першого пам'ятника Т. Г. Шевченку, встановленого на Чернеча гора у Каневі (1923 ).

## Життєпис
Народився 11 серпня 1879 р. в с. Попівка Звенигородський повіт, Київська губернія (нині Звенигородський район Черкаська область) в багатодітній родині відставного солдата і селянки. У 5 років залишився без батька. Тоді й починає цікавитися малюванням.
Закінчив художню школу, де отримував стипендію й обіди. Був дуже здібним до малювання. Учився в Петербурзька академія мистецтв і в майстерні В. Беклемішева (1902 - 1914 рр.) тут оволодів навичками творіння пам'ятників. По закінченню академії викладав ліплення в школі мистецтв.
До 1917 р. працював у монументально-декоративному оформленні палаців Петергофа та Царського села. Створював ліпні прикраси та скульптури для придворного музею в стилі княжої доби Київська Русь, барельєф "Олегові лодії та струги під Цареградом".
Через революцію повернувся ло Попівки. Викладав малювання, живопис та ліплення у Звенигородській та Гусаківській школах. Оформляв виставки у сільбудах.
Разом із сестрою Софія Мефодіївна Терещенко та братом Нифонтом заснував 1920-го рр. художню школу імені Тараса Шевченка. Допомагав сестрі у створенні краєзнавчого музею в Звенигородка.

## Творчість
Першу робочу модель він виліпив із глини. Далі змайстрував модель із дерева. Робітники ливарного цеху Городищенський цукрозавод на власний ризик виконали всі необхідні роботи і 1923-го р. стали творцями одного з перших вітчизняних пам'ятників Шевченку.
В неділю 1 липня 1923-го р. за присутності 15 тис. жителів Канева, довколішніх сіл і гостей із інших куточків України пам'ятник урочисто відкрили. Це погруддя простояло на могилі 16 років. Потім його замінили величним пам'ятником Матвія Манізера, що стоїть на Чернечій горі й понині.
Погруддя Т. Шевченка на могилі в Каневі (1923, тепер у музеї), пам'ятники Шевченкові в місті Шполі (1924), селах Моринцях (1927) і Кирилівці (1930).